# Eudor
Eudor iz Aleksandrije (oko 25. pr. Kr.), grčki filozof i srednji platonist iz rimskog razdoblja.
Kao pripadnik takozvanog srednjeg platonizma nije uspio izbjeći evidentnim eklektičkim i 
ortodoksnim utjecajima koji karakteriziraju razdoblje u kojem je djelovao i školu kojoj je pripadao. Filozofiju je tumačio kao nastojanje da se bude što sličniji Bogu (trostruko jedno). Iz prvog jednog, po Eudoru, proistječu drugo jedno i beskrajna dvojnost.